# Сірма Воєвода
Сірма Воєвода (болг. Сирма Войвода), уроджена Сірма Стрезова Крстев (Тресонче, 1776 - Прілеп, 1864) — болгарська революціонерка, діячка Македонської революційної організації, учасниця боротьби проти турецького ярма.

## Біографія
Народилася в 1776 році в дебарском селі Тресонче. Єдина дочка Анджі і Петра Врлескіх. Петро - художник-самоучка і член масонської ложі; багато подорожував і дізнався сусідні мови. Мати займалася ткацтвом і вишивкою. Сірма активно допомагала своїм батькам, особливо важко хворому дідові. З раннього дитинства вона була учасницею боротьби проти турецького гноблення і розбійників, оскільки постійно чула новини про розбійників і грабіжників, які промишляли в селі. Сім'я сховалася в найближчій печері Аліціце під час одного з нальотів, а через два дні виявила, що село було спалене вщент. У Сірмі після цього посилилася ненависть до місцевих банд, і з тих пір Сірма присвятила все своє життя боротьбі проти несправедливості.
У дуже юному віці Сірма Крстев стала воєводою балканських гайдуків. Шансом помститися за розграбування села вона скористалася вперше в 1791 році. Вона, одягнувшись в чоловічий одяг, пішла на зустріч гайдуків, на якій були присутні близько 70 осіб. У 18 років Сірма стала наймолодшим гайдуком, приховавши свої наміри від сім'ї. Найбільш видним членом загону гайдуків був Міцо з Тресонче, який запропонував призначити Сірмій як наймолодшого бійця главою загону. Сірма, прийнявши на себе обов'язки керувати дружиною, призначила прапороносцем Велко Спірова. До 1813 року Сірма була на чолі дружини, але гайдуки незабаром дізналися про те, хто очолює їх загін, і розпустили його. Сірма вийшла заміж за Велко Спірова і в 1813 році покинула гори, перебравшись в Крушево, а потім в Прілеп.
У 1856-1857 роках з нею зустрівся Димитр Миладін. У 1864 році Сірма на шляху з Прилепа в Варош була по-звірячому вбита турками і похована з великими почестями. Пам'ять Сірмій увічнена в Гайдуцький пісні «Сірма воєвода», що увійшла до збірки «Болгарські народні пісні» братів Міладінових. Воскова фігура Сірмій тепер перебуває в музеї македонської боротьби в Скоп'є.